# El rey (canción)
«El rey» es una canción tradicional mexicana ranchera escrita por el cantante mexicano José Alfredo Jiménez, y es además una canción clásica de la cultura mexicana y folclore de México.

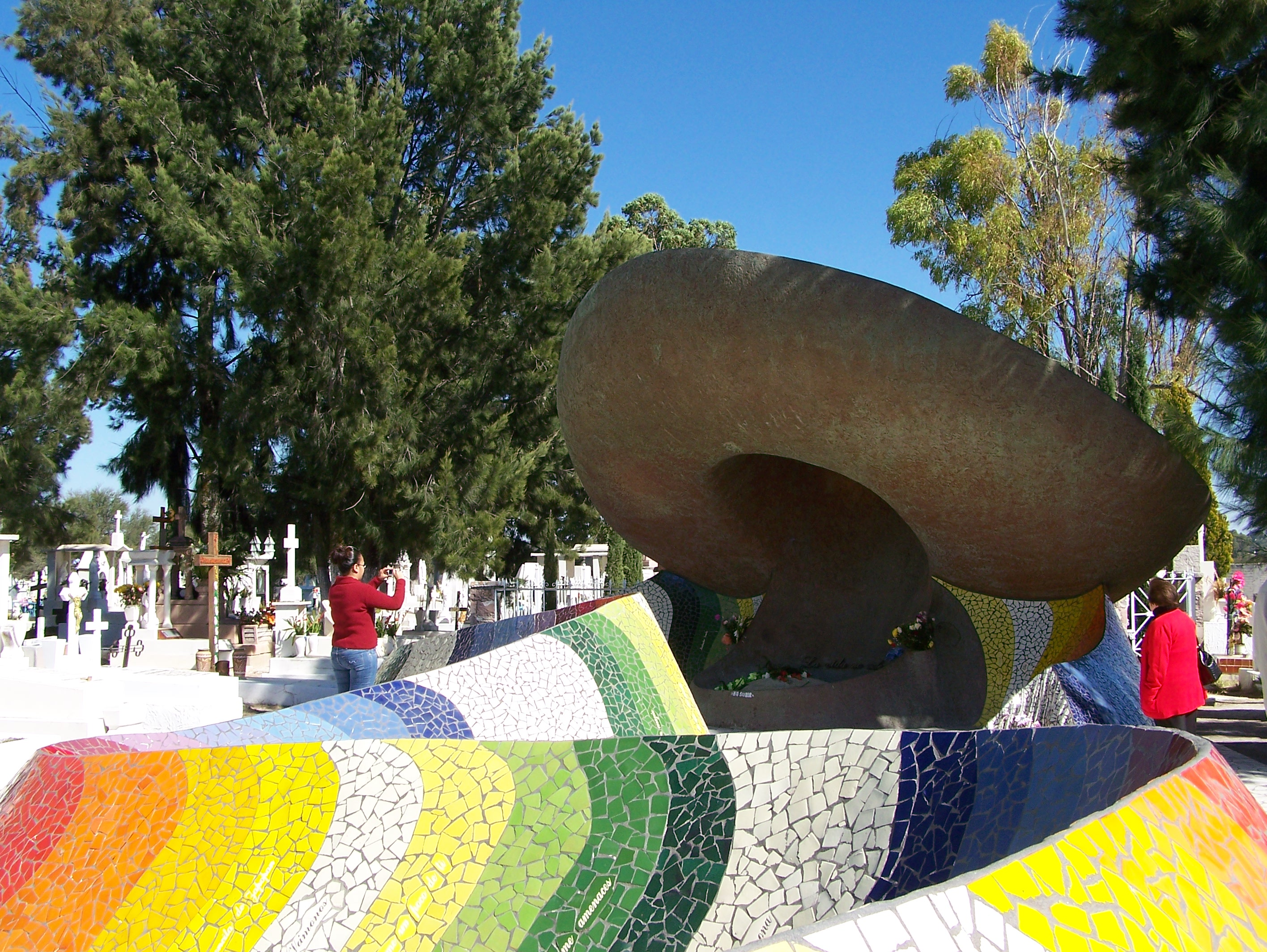
Tumba de José Alfredo Jiménez, en las afueras de Dolores. Muestra a dos símbolos de la cultura mexicana: el sarape y el sombrero de charro.

## Versiones
Fue interpretada primero por su autor original, luego por Pedro Vargas, después por el recordado cantante de rancheras Vicente Fernández; más tarde, por la actriz y cantante española María Dolores Pradera, y finalmente por Grupo Latino, por el cantante romántico puertorriqueño Luis Miguel, por Mateo Blanco, y por grupos argentinos como Charlie 3 y Los Calzones. 
La banda mexicana Maná y el cantante argentino Andrés Calamaro realizaron versiones en vivo de esta canción al igual que la banda chilena Glup!. El tenor español Plácido Domingo la incluyó en su álbum de 1999 (100 años de mariachi). En 2012, la banda de rock española Tragicomi-K grabó la canción en su disco en vivo "Tragicomi-K en Iberi-K", en la actualidad el que fuera su cantante, José Riaza, aún la interpreta en sus conciertos. 
También es versionada por el actor y comediante mexicano Mario Moreno "Cantinflas" para su última película El barrendero y en algunas ocasiones, por el cantante, actor, presentador y también comediante Omar Chaparro durante sus conferencias de motivación.
Se han realizado incluso versiones flamencas, como la cantada por la cantante española María Toledo en su disco Ranchera Flamenca publicado en 2021, que versionó "El Rey" por bulerías.

## En la cultura popular
La canción se utilizó en el episodio de El Chavo del 8, "El partido de fútbol" de 1975 cuando Quico (interpretado por Carlos Villagrán), se tragó la radio después de que El Chavo (interpretado por Roberto Gómez Bolaños) lo lanzó directo a su boca y suena cada vez que Quico abre la boca.